# Episodi di Mr. Mercedes (prima stagione)
La prima stagione della serie televisiva Mr. Mercedes, composta da 10 episodi, è stata trasmessa sulla rete via cavo Audience dal 9 agosto all'11 ottobre 2017.
In Italia, la stagione è stata interamente distribuita il 28 giugno 2019 sul servizio streaming Starz Play.
| n° | Titolo originale                     | Titolo italiano                | Prima TV USA      | Pubblicazione Italia |
| -- | ------------------------------------ | ------------------------------ | ----------------- | -------------------- |
| 1  | Pilot                                | Mr. Mercedes                   | 9 agosto 2017     | 28 giugno 2019       |
| 2  | On Your Mark                         | Sotto l'ombrello blu di Debbie | 16 agosto 2017    | 28 giugno 2019       |
| 3  | Cloudy, With a Chance of Mayhem      | Nuvoloso, con possibile caos   | 23 agosto 2017    | 28 giugno 2019       |
| 4  | Gods Who Fall                        | Passive Keyless Entry          | 30 agosto 2017    | 28 giugno 2019       |
| 5  | The Suicide Hour                     | Realtà apparenti               | 6 settembre 2017  | 28 giugno 2019       |
| 6  | People in the Rain                   | Holly                          | 13 settembre 2017 | 28 giugno 2019       |
| 7  | Willow Lake                          | Willow Lake                    | 20 settembre 2017 | 28 giugno 2019       |
| 8  | From the Ashes                       | Spettri                        | 27 settembre 2017 | 28 giugno 2019       |
| 9  | Ice Cream, You Scream, We All Scream | Mossa finale                   | 4 ottobre 2017    | 28 giugno 2019       |
| 10 | Jibber-Jibber Chicken Dinner         | Paura ad Edmund Mills          | 11 ottobre 2017   | 28 giugno 2019       |